# Fællesregeringen (1848-1849)
 Ikke at forveksle med Fællesregeringen (Slesvig og Holsten).
Fællesregeringen er navnet på en udnævnt regering i hertugdømmerne Slesvig og Holsten under Treårskrigen. Regeringsdannelsen blev aftalt under en våbenhvile i Malmø den 26. august 1848. Regeringen skulle administrere hertugdømmerne efter de bestående love i kongens (hertugens) navn og afløse oprørernes provisoriske regering fra marts 1848. Fællesregeringen kom dog aldrig til at fungere.

## Baggrund
I sommeren 1848 var Holsten og store dele af Slesvig (Sønderjylland) besat af tyske (især preussiske) forbundstropper og slesvig-holstenske tropper. På initiativ af Storbritannien kom det i juni 1848 til forhandlinger mellem Preussen og Danmark. Den 26. august 1848 kom Danmark og Preussen i Malmøkonventionen overens om en våbenstilstand og om at danne en fælles dansk-tysk regering som afløseren af oprørernes provisoriske regering. Regeringen skulle bestå af fem medlemmer. To ministre skulle blive udnævnt af Preussen (for Holsten) og to af Danmark (for Slesvig), mens præsidenten skulle blive valgt i fællesskab. Begge parter enedes endelig om den danske heltstatspolitiker Carl Moltke som præsident og slesvig-holstenerne Ernst Heintze, Thomas Prehn, Friedrich Boysen og A. F.W. Preusser som ministre. Den provisoriske regering skulle ifølge aftalen træde tilbage den 26. august 1848.
Men det viste sig, at de fire udpegede ministre nægtede sig at overtage regeringsposterne. Modstand kom også fra den tyske nationalforsamling i Frankfurt og den provisoriske regering, som nægtede at træde tilbage. Dertil kom, at de tyske forbundstropper ikke ville garantere for Moltkes sikkerhed i Holsten. Kongen holdt dog fast i Moltke som præsident og udnævnte Friedrich Johannsen og Jørgen Hansen som fællesregeringens to nye ministre for Slesvig og forventede at Preussen udnævnte på samme måde to nye ministre for Holsten, hvilket dog ikke skete. Resultet blev, at Moltke dannede den 18. september 1864 en ny regering med kun Friedrich Johannsen og Jørgen Hansen som ministre for Slesvig. Regering gik under navnet Immediatkommissionen. En måned senere enedes de danske og preussiske underhandlere om en ny aftale om en fællesregering under ledelse af Theodor Reventlow. Den nye fællesregering afløste den provisoriske regering endelig den 23. oktober 1848 og fik sæde på Gottorp Slot. Dens ministre blev Friedrich Boysen, Ernst Heintze, A. F.W. Preusser og Adolf von Moltke. Men da det viste sig, at fællesregeringen snart satte de gamle provisoriske regerings love og bestemmelser igen i kraft og modarbejdede Danmark, mistede den danske side tilliden. I en kongelig proklamation til sønderjyderne af 15. december 1848 erklærede kongen således, at der ikke fandtes nogen lovlig, i landsherrens navn og efter våbenstilstandens ord og ånd styrende øvrighed, som vore undersåtter kunne være pligtige at agte og lyde. Den tysk-orienterede fællesregering fortsatte sit virke endnu frem til våbenstilstandens ophør i april 1849. Samtidig eksisterede der på Slesvigs ikke-besatte områder den danske Immediatkommission. Fællesregeringen blev efterfulgt af det tyske statholderskab (26. marts 1849 - 1. februar 1851) og den dansk-preussisk-britiske bestyrelseskommission for Slesvig (juli/august 1849 - 13. juli 1850).